# تيمو روزن
تيمو روزن (بالهولندية: Timo Roosen)‏ (و. 1993  م) هو راكب دراجة هوائية هولندي، ولد في تلبرغ، شارك في سباق طواف فرنسا 2017، وطواف فرنسا 2018.

## سجل الفوز

### سباقات أو مراحل فاز بها
| التاريخ        | السباق                                  | المركز                                                                    |
| -------------- | --------------------------------------- | ------------------------------------------------------------------------- |
| 21 مارس 2015   | 2015 Ronde van Zeeland Seaports         | السابع في التصنيف العام                                                   |
| 15 أغسطس 2015  | طواف أين 2015                           | السادس في تصنيف أفضل شاب                                                  |
| 22 مايو 2016   | طواف كاليفورنيا 2016                    | التاسع في تصنيف أفضل شاب                                                  |
| 25 فبراير 2017 | طواف نيوشبلاد 2017                      | المرتبة 18 في التصنيف العام                                               |
| 28 مايو 2017   | طواف ديف يغد 2017                       | الثاني في تصنيف أفضل شاب، الثاني في تصنيف النقاط، الثالث في التصنيف العام |
| 14 أكتوبر 2017 | تاكس برو كلاسيك 2017                    | الفائز في التصنيف العام                                                   |
| 10 فبراير 2018 | طواف دبي 2018                           | الرابع في تصنيف أفضل شاب، السابع في التصنيف العام                         |
| 24 فبراير 2018 | طواف نيوشبلاد 2018                      | المرتبة 16 في التصنيف العام                                               |
| 28 مارس 2018   | دفارز دور فلاندرز 2018                  | المرتبة 13 في التصنيف العام                                               |
| 01 أبريل 2018  | طواف فلاندرز 2018                       | المرتبة 14 في التصنيف العام                                               |
| 24 مايو 2018   | طواف ديف يغد 2018                       | الثالث في تصنيف أفضل شاب، السادس في التصنيف العام، السادس في تصنيف النقاط |
| 06 أكتوبر 2019 | 2019 Famenne Ardenne Classic            |                                                                           |
| 20 يونيو 2021  | سباق الطريق للرجال في بطولة هولندا 2021 | الفائز في التصنيف العام                                                   |

## روابط خارجية
- تيمو روزن على موقع الاتحاد الدولي للدراجات (الإنجليزية)
- تيمو روزن على موقع أرشيف الدراجات (الإنجليزية)
- تيمو روزن على موقع إحصائيات الدراجات الإحترافية (الإنجليزية)
- تيمو روزن على موقع نسبة الدراجات (الإنجليزية)
- تيمو روزن على موقع CycleBase (الإنجليزية)